# Illescas (kommunhuvudort)
Illescas är en kommunhuvudort i Spanien.   Den ligger i provinsen Toledo och regionen Kastilien-La Mancha, i den centrala delen av landet, 30 km söder om huvudstaden Madrid. Illescas ligger 590 meter över havet och antalet invånare är 21 264.
Terrängen runt Illescas är platt.Runt Illescas är det ganska glesbefolkat, med 38 invånare per kvadratkilometer. Närmaste större samhälle är Parla, 14,3 km nordost om Illescas. Trakten runt Illescas består till största delen av jordbruksmark.